# ГП-30
ГП-30 или «Обувка» (Индекс ГРАУ — 6Г21) — 40-мм подствольный гранатомёт, разработанный на основе конструкции ГП-25 и принятый на вооружение ВС Союза ССР в 1989 году.
Гранатомёт подствольный — 30 модели свое боевое крещение получил в ходе первой чеченской кампании.

## Описание
Гранатомёт предназначен для поражения осколочными безгильзовыми боеприпасами ВОГ-25, ВОГ-25П и другими типами выстрела ВОГ-25 открыто расположенной, а также находящейся в открытых окопах, траншеях, на обратных скатах местности живой силы настильным и навесным огнём. ГП-30 имеет в два-три раза большую боевую скорострельность по сравнению с иностранным аналогом — М203 (США) за счёт дульного заряжания.
Ударно-спусковой механизм самовзводного типа.
Прицел механический открытого типа, учитывающий деривацию гранатомётного выстрела.
В отличие от ГП-25 или «Костёр» прицел расположен справа и не требует переключения на дальности. В отличие от ГП-25 гранатомёт ГП-30 или «Обувка» менее трудоёмок в производстве, общая масса гранатомёта уменьшена на 260 граммов, изменена конструкция прицела.
В штатном исполнении гранатомёт применяется при установке его на автоматы моделей: АК-74 (АКС-74), АК-74М, АКМ (АКМС), АК-101, АК-103, АК-107, АК-108, АН-94, АЕК-971, АК-12. Возможна доработка и установка гранатомёта на другие модели автоматических винтовок и автоматов. Гранатомет ГП-30 состоит на вооружении стран бывшего Союза ССР наравне с подствольным гранатомётом ГП-25.

## Варианты и модификации
- ГП-30У или «Гранат» — экспортный вариант ГП-30, разработанный ЦКИБ СОО, в 1990-е годы, для использования с иностранными автоматами (автоматическими винтовками) и представленный в 1997 году.
- ГП-30М — усовершенствованный вариант, разработанный Тульским КБП[2].
- ГП-34 — усовершенствованный вариант ГП-30, разработанный в начале 2000-х годов конструкторским бюро «Ижевского машиностроительного завода».